# Ивана Шћепановић
Ивана Шћепановић (рођена 1. јуна 1978) српска је глумица. Позната је по улогама Клопка, Кругови и Ајвар.

## Лични живот
Рођена је 1978. године у Београду. Дипломирала је на факултету драмских уметности, представом Мушица. Стални члан Народног позоришта је од 2002. године. Говори енглески, португалски и руски језик.

## Филмографија
| Год.    | Назив                      | Улога             |
| ------- | -------------------------- | ----------------- |
| 2010-те |                            |                   |
| 2007.   | Клопка                     | Момина жена       |
| 2013.   | Кругови                    | Медицинска сестра |
| 2019.   | Ајвар                      |                   |
| 2022.   | Тајне винове лозе (серија) | Млада Миртеа      |
| 2022.   | Радио Милева               | Ратка             |

## Представе
| Представа                      | Улога             |
| ------------------------------ | ----------------- |
| Мушица                         | Бетија            |
| Галеб                          | Маша              |
| Покондирена тиква              | Евица             |
| ДР                             | Славка            |
| Велика драма                   | Зорка             |
| Чардак ни на небу, ни на земљи | Принцеза Светлана |
| Осмех наказе                   | Собарица Куки     |